# Vogue
Vogue (произносится вог, с фр. — «мода») — женский журнал о моде, издаваемый с 1892 года издательским домом Condé Nast в США и ещё в 26 странах по всему миру международными подразделениями Condé Nast International и по лицензии.

## История
Первый номер журнала — общественного еженедельника, созданного для состоятельных ньюйоркцев, — увидел свет в 1892 году. Имена большинства из 250 акционеров публиковались в «Светском альманахе»; среди них были Корнелиус Вандербильт (первый долларовый мультимиллионер), Стёйвесант Фиш (генеральный директор Иллинойской центральной железной дороги), герцог Перси Морган и другие. Основали новый журнал Артур Тюрнюр, юный член светского общества из обеспеченной семьи, у которого уже был журналистский опыт, и Гарри Маквикар, чей прадед Стефан Уитни был крупным оптовиком. Тюрнюр занял должность издателя, а Маквикар, изучавший искусство в Европе, стал арт-директором Vogue. Сначала еженедельник состоял из 16 страниц ин-кварто, однако он был хорошо отпечатан и красиво оформлен. Обложку украшала одна из изысканных картинок, которые стали популярны благодаря журналу Life, размещавшему под ними юмористические диалоги. Цена одного экземпляра — десять центов — позволяла человеку со средним достатком приобрести журнал и узнать, что же происходит в обществе.
Еженедельник позиционировался как заслуживающий внимания, настоящий журнал, рассказывающий о жизни общества, моде и стиле жизни. В первом номере была опубликована история, написанная Томасом Дженвиером, но беллетристика не нашла своего постоянного места в издании. Журнал был хорошо иллюстрирован, также в нём были эскизы костюмов, хотя, как отметил один обозреватель, изображения одежды, которую носят энергичные люди, не были такими уж и модными в общепринятом понимании. С первого выпуска стало понятно, что это не просто очередной журнал о женской моде, а сдержанное и респектабельное издание о модном Нью-Йорке. Несмотря на сдержанность, Vogue был первоклассным журналом, а респектабельность выделяла его на фоне таких сенсационных изданий для светского общества, как Town Topics. Журнал Vogue маркировал появление издания нового типа. В журнале печатали статьи о театрах, концертах, художественных выставках и о некоторых новых книгах. Основу визуальной программы журнала составляла модная фотография.

### Смена издателя
Новую жизнь в журнал вдохнул Конде Монтроз Наст, купивший его в 1909 году и положивший этим приобретением начало своему издательскому дому — Condé Nast Publications. После этого журнал преобразился: полностью переориентировался на моду, отказавшись от литературных страниц, резко увеличил свой объём, обложка раз и навсегда стала цветной. На пост главного редактора была назначена Эдна Чейз, которая хотя и не имела журналистского образования, работала в издании с момента его открытия. Она занимала пост главного редактора с 1914 по 1951 год и покинула его по собственному желанию в 74 года.
В 1932 году Vogue впервые разместил на обложке цветную фотографию. С этого периода с журналом сотрудничают лучшие признанные фотографы мира. Vogue удивительным образом являлся первооткрывателем в области иллюстрационных приёмов. Именно в нём впервые стали: помещать фотографии на развёрнутых страницах, помещать на обложке цветные фотографии, обрезать страницы с фотографиями в край, не оставляя полей.
После смерти Конде Наста в 1942, издательством некоторое время управлял его друг лорд Кэмроуз, а в 1959 Conde Nast был выкуплен газетным магнатом Сэмом Ньюхаусом.

### 1960-е — 1980-е годы
В 1960-е годы XX века, под руководством главного редактора Дианы Вриланд, Vogue стал одним из самых влиятельных модных журналов. Модели, появлявшиеся на его страницах — Сьюзи Паркер, Твигги, Пенелопа Три — стали настоящими знаменитостями.
В 1972 году редактором становится Грейс Мирабелла, журнал выходит теперь только один раз в месяц. Многие называют этот период жизни Vogue «бежевыми годами». Грейс Мирабелла старалась приблизить содержание модного журнала к стилю простой американки. В результате тиражи издания выросли, но заметно снизился его авторитет. В октябре 1988 года Грейс была уволена.

### Настоящее время
На смену Грейс Мирабелле пришла Анна Винтур, являющаяся редактором до настоящего времени. С самого начала своей работы в Vogue (с 1988 года) она работает на поддержание репутации Vogue как журнала мод номер 1 в мире. Кроме того, Винтур попыталась максимально расширить аудиторию журнала, делая акцент на том, что высокая мода доступна для всех, а не только для избранных. Она впервые стала комбинировать высокую моду с простыми вещами (например, с джинсами) и всячески пропагандировать смешение классов. Так, на обложке первого номера журнала, выпущенного под её руководством, была фотография модели в полный рост (большинство предшественников Винтур помещали на обложку лишь лицо модели) в потёртых джинсах и в куртке Christian Lacroix, расшитой драгоценными камнями. К тому же, за время сотрудничества с Анной Винтур компания отказалась работать со слишком молодыми и слишком худыми моделями, тем самым вводя в тренд естественность.
Как Диана Вриланд предугадала эру супермоделей, так Анна предугадала развитие культа знаменитостей, впервые поместив на обложку не профессиональную модель, а звезду. Но, несмотря на все свои плюсы, работа Анны связана с несколькими скандалами.
Характер и стиль правления пятого главного редактора американского Vogue описан в вышедшей в 2003 году книге бывшей помощницы Анны Лорен Вайсбергер, по которой впоследствии был снят фильм «Дьявол носит Prada». Анна Винтур на премьеру пришла в Prada. В 2007 году она решила сама снять фильм о Vogue и о себе. Так в 2009 году состоялась премьера документального фильма «Сентябрьский номер» о самом толстом номере в истории издания. В 2012 вышел ещё один документальный фильм «Vogue: Глазами редактора», который рассказывает о моментах визуального и исторического вклада редакторов Vogue, в прошлом и настоящем, которые делали не просто журнал, но и сам мир моды.
Vogue выходит в 24 странах: Австралия, Бразилия, Китай, Франция, Германия, Индия, Италия, Япония, Республика Корея, Мексика, Португалия, Испания, Тайвань, Нидерланды, Турция, Великобритания, США, Украина (до февраля 2022 года — на русском языке), Таиланд, ОАЭ (для Ближнего Востока, на арабском языке), Польша, Греция, Чехия, Словакия.
В настоящее время издательство Condé Nast Publications выпускает также Men’s Vogue (журнал о моде для мужчин), Teen Vogue (журнал, ориентированный на подростков), Vogue Living и Vogue Entertaining + Travel (выходят только в Австралии).

## Главные редакторы
- Эдна Вулман Чейз (1914—1951)
- Джессика Дейвис (1952—1962)
- Диана Вриланд (1963 — июнь 1971)
- Грейс Мирабелла (июль 1971 — октябрь 1988)
- Анна Винтур (ноябрь 1988 — июнь 2025)

## Vogue в России
В России Vogue издавался с 1998 года. Над обложкой первого номера работал фотограф Марио Тестино; её украсили супермодели Кейт Мосс и Эмбер Валетта. Главным редактором до 2010 года являлась Алёна Долецкая. С июля 2010 года по январь 2018 года главным редактором Vogue Россия была Виктория Давыдова, начинавшая свою карьеру в российской версии Vogue. С журналом сотрудничали Татьяна Сорокко, Виктор Пелевин, Андрей Плахов, Людмила Улицкая и другие.
В конце 2010 года российская Национальная тиражная служба (НТС) обвинила редакцию журнала (и руководство ещё пяти изданий) в том, что издание намеренно завышает заявленный тираж в несколько раз, «что позволяет им привлекать больше рекламы, чем их добросовестным конкурентам».
В феврале 2018 года на пост главного редактора была назначена Мария Фёдорова. В феврале 2021 года стало известно о назначении на пост главного редактора Ксении Соловьёвой.
Последний номер Vogue Россия вышел в марте 2022 года с Микаэлой Старк, австралийской художницей и дизайнером нижнего белья на обложке.
8 марта 2022 года, после вторжения России на Украину издательский дом Condé Nast объявил о приостановке бизнес-деятельности с российской компанией АО «Конде Наст», которая выпускала глянец на российском рынке с 1998 года. На следующий день, 9 марта 2022 года, Vogue Россия объявил о приостановке работы.